# Colea
Colea ist eine Pflanzengattung, die zur Familie der Trompetenbaumgewächse (Bignoniaceae) gehört. Die meisten der etwa 35 Arten sind auf Madagaskar verbreitet, eine Art kommt auf Mauritius vor und eine ist auf den Seychellen endemisch.

## Beschreibung

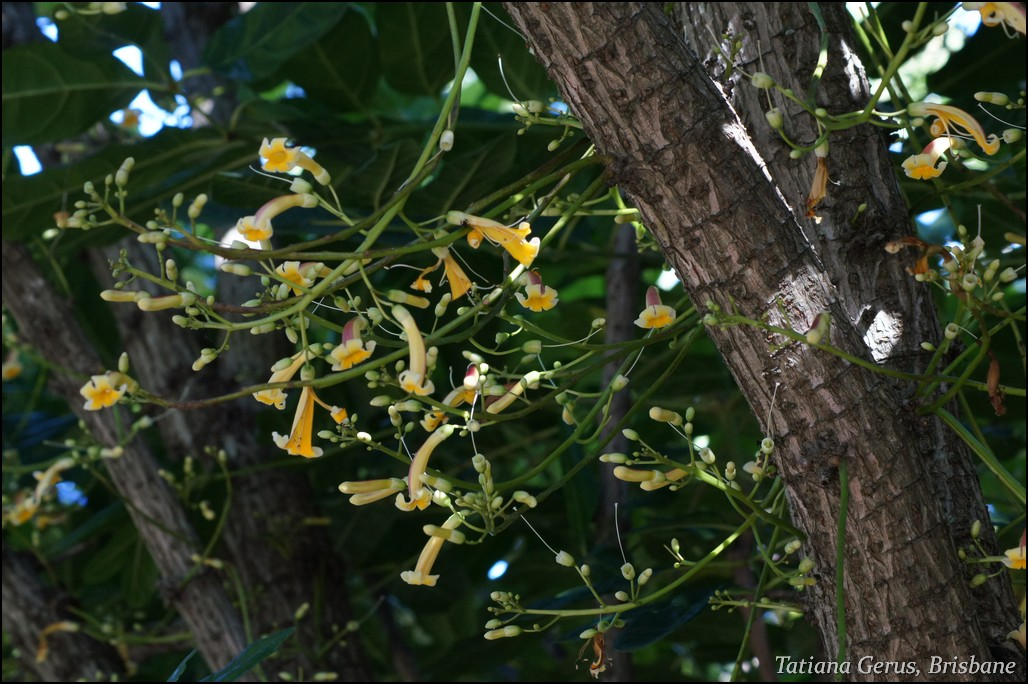
Borke und Zweige mit Blüten von Colea seychellarum

### Vegetative Merkmale
Colea-Arten sind kleine, oftmals dicht verzweigte Bäume oder Sträucher. Sowohl die Pseudonebenblätter als auch die unpaarfiedrig unterteilten Laubblätter stehen in Wirteln, nur selten sind die Laubblätter auch gegenständig angeordnet.

### Generative Merkmale
Die Blütenstände sind stammblütige Thyrsen aus wenigen Blüten.
Die zwittrigen Blüten sind zygomorph und fünfzählig mit doppelter Blütenhülle. Der Kelch ist becherförmig und kann mit fünf Zähnen besetzt sein. Die Krone ist weiß, gelb, rosa-, malvefarben mit einem gelblichen Kronschlund oder dunkelrot gefärbt. Sie ist gerade röhrenförmig bis glockenförmig und von dicker Textur. Die vier fertilen Staubblätter stehen nicht über die Krone hinaus. Die Staubbeutel bestehen aus einer einzelnen, fertilen Theca, die zweite Theca ist nur rudimentär vorhanden und steril. Neben den Staubblättern wird ein einzelnes, kurzes Staminodium gebildet. Der Fruchtknoten ist eiförmig-konisch und mit Drüsen oder Warzen besetzt oder gerippt. In den Fruchtknotenkammern stehen die Samenanlagen mehrreihig. Der Fruchtknoten wird teilweise von einem becherförmigen Blütenboden umgeben.
Die Früchte sind kurze, eiförmige, gerundete, nahezu nierenförmige oder selten auch langgestreckte Beeren. Sie können mit feinen oder groben Warzen oder mit großen, unregelmäßigen Flügeln versehen sein. Die Samen sind kugelförmig, ihre Oberfläche ist glatt.

## Systematik und Verbreitung

### Taxonomie
Der Gattungsname Colea stammt von Wenceslas Bojer, er wurde durch 1840 Carl Daniel Friedrich Meisner: Plantarum vascularium genera secundum ordines … Band 1, S. 301 gültig veröffentlicht. Typusart ist Colea colei (Bojer ex Hook.) M.L.Green. Der Gattungsname ehrt Galbraith Lowry Cole (1772–1842), einen britischen Militäroffizier und Politiker, Gouverneur auf Mauritius und am Kap.
Synonyme für Colea Bojer ex Meisn. nom. cons. sind die früher veröffentlichten Namen Uloma Raf. nom. rej. (1836) und Odisca Raf. nom. rej. (1838).

### Äußere Systematik
Die Gattung Colea gehört zur Tribus Coleeae innerhalb der Familie Bignoniaceae.

### Arten und ihre Verbreitung
In der Gattung Colea gibt es seit 2016 etwa 35 Arten: Nach Callmander et al. 2016 werden die Arten der Gattung Ophiocolea H.Perrier in die Gattung Colea gestellt, damit diese monophyletisch wird.
Das Verbreitungsgebiet der seit 2016 etwa 35 Arten der Gattung Colea ist der Raum des westlichen Indischen Ozeans. Die Arten sind auf Madagaskar in vielen Provinzen verbreitet. Nur Colea colei ist auf Mauritius, Colea seychellarum auf den Seychellen und Colea comorensis auf den Komoren endemisch.
Arten der Gattung Colea
- Colea alata H.Perrier: Sie ist nur von etwa drei Fundorten in den östlichen Provinzen Fianarantsoa sowie Toamasina von Madagaskar bekannt.[5]
- Colea alba H.Perrier: Sie kommt im zentralen Madagaskar vor.[6]
- Colea ambrensis (Callm. & Phillipson) Callm., Phillipson & Buerki (Syn.: Ophiocolea ambrensis Callm. & Phillipson): Sie kommt in Madagaskar vor.[6]
- Colea asperrima H.Perrier: Sie ist nur von etwa vier Fundorten in den nordöstlichen Provinzen Antsiranana sowie Toamasina bekannt.[5]
- Colea barbatula H.Perrier: Sie ist nur von zwei bis fünf Fundorten in den Provinzen Mahajanga sowie Toamasina im nordwestlichen Madagaskar bekannt.[5]
- Colea bernieri Baill. ex H.Perrier: Sie wurde in Madagaskar gesammelt, genauere Fundortangaben liegen nicht vor.[6]
- Colea campenonii H.Perrier: Sie ist nur vom Typusmaterial bekannt, das im zentralen Madagaskar gesammelt wurde, genauere Fundortangaben liegen nicht vor.[6]
- Colea colei (Bojer ex Hook.) M.L.Green (Syn.: Colea ramiflora Zjhra): Sie ist ein Endemit auf Mauritius.[6]
- Colea comorensis (H.Perrier) Callm., Phillipson & Buerki (Syn.: Ophiocolea comorensis H.Perrier): Sie kommt auf den Komoren vor.[6]
- Colea concinna Baker: Sie kommt nur in der Provinz Toamasina im zentralen Madagaskar vor.[5]
- Colea darainensis (Callm., Phillipson & Nusb.) Callm., Phillipson & Buerki (Syn.: Ophiocolea darainensis Callm., Phillipson & Nusb.): Sie kommt in Madagaskar vor.[6]
- Colea decaryi (H.Perrier) Callm., Phillipson & Buerki (Syn.: Ophiocolea decaryi H.Perrier): Sie kommt in Madagaskar vor.[6]
- Colea delphinensis (H.Perrier) Callm., Phillipson & Buerki (Ophiocolea delphinensis H.Perrier): Sie kommt im südöstlichen Madagaskar vor.[6]
- Colea floribunda Bojer (Syn.: Colea decora Bojer): Sie kommt in Madagaskar vor.[6]
- Colea fusca H.Perrier: Sie ist in den Provinzen Antsiranana sowie Toamasina von Madagaskar verbreitet.[5]
- Colea gentryi Zjhra: Sie wurde 2006 aus Madagaskar erstbeschrieben.[6]
- Colea hirsuta Aug.DC. (Syn.: Colea resupinata Zjhra): Es gibt nur wenig Herbarmaterial. Sie kommt auf alle Fälle in Madagaskar in der Provinz Antsiranana vor, möglicherweise kommt sie auch in der Provinz Toamasina vor.[5]
- Colea labatii Callm. & Phillipson: Sie wurde 2012 aus dem nördlichen Teil der Provinz Antsiranana von Madagaskar erstbeschrieben.[5]
- Colea lantziana Baill.: Sie ist im zentralen und östlichen Madagaskar in den Provinzen Antananarivo sowie Toamasina verbreitet.[5][6]
- Colea lutescens H.Perrier (Syn.: Colea racemosa Baker): Sie ist in den Provinzen Antananarivo sowie Toamasina verbreitet.[5]
- Colea muricata H.Perrier: Sie ist nur von zwei bis fünf Fundorten in der Provinz Mahajanga bekannt.[5]
- Colea myriaptera H.Perrier: Sie kommt in der Provinz Antsiranana im nördlichen Madagaskar vor.[5]
- Colea nana H.Perrier: Sie kommt im östlichen Madagaskar vor.[6] Man kann drei Varietäten unterscheiden:[5]
  - Colea nana var. catati H.Perrier
  - Colea nana var. glanduligera H.Perrier
  - Colea nana var. nana
- Colea obtusifolia DC.: Sie kommt entlang der Ostküste Madagaskars in den Provinzen Fianarantsoa, Toamasina sowie Toliara vor.[5]
- Colea pauciflora (Callm., Phillipson & Nusb.) Callm., Phillipson & Buerki (Syn.: Ophiocolea pauciflora Callm., Phillipson & Nusb.): Sie kommt in Madagaskar vor.[6]
- Colea purpurascens Seem.: Die Heimat ist das nördliche Madagaskar.[6] Sie ist nur von etwa zwei Fundorten im nördlichen Teil der Provinz Antsiranana bekannt.[5]
- Colea ratovosonii (Callm. & Phillipson) Callm., Phillipson & Buerki (Syn.: Ophiocolea ratovosonii Callm. & Phillipson): Sie kommt in Madagaskar vor.[6]
- Colea resupinata Zjhra: Die 2006 erstbeschriebene Art kommt in Madagaskar vor.[6]
- Colea rosea Zjhra: Die 2006 erstbeschriebene Art kommt in Madagaskar vor.[6]
- Colea rubra H.Perrier: Sie kommt im zentralen Madagaskar vor.[6] Sie ist nur von zwei bis fünf Fundorten in den Provinzen Antsiranana sowie Mahajanga bekannt.[5]
- Colea seychellarum Seem.: Sie ist ein Endemit auf den Seychellen.[6]
- Colea sytsmae Zjhra: Sie wurde 2006 von der Halbinsel Masoala erstbeschriebenen.[6]
- Colea tetragona DC. (Syn.: Colea membranacea Aug.DC.): Sie ist entlang der Ostküste Madagaskars verbreitet.[5]
- Colea unifoliolata Callm. & Phillipson: Sie wurde 2012 aus der Provinz Toamasina in Madagaskar erstbeschrieben.[6]
- Colea velutina (H.Perrier) Callm., Phillipson & Buerki (Syn.: Ophiocolea velutina H.Perrier): Sie kommt im nördlich-zentralen Madagaskar vor.[6]

## Nachweise